# Округ Сент Хелена (Луизијана)
Сент Хелена (енгл. St. Helena Parish) је округ у америчкој савезној држави Луизијана.

## Демографија
По попису из 2010. године број становника је 11.203, што је 678 (6,4%) становника више него 2000. године.
| Група             | 2000.         | 2010.         |
| Белци             | 4.859 (46,2%) | 4.999 (44,6%) |
| Афроамериканци    | 5.517 (52,4%) | 5.974 (53,3%) |
| Азијати           | 10 (0,1%)     | 9 (0,1%)      |
| Хиспаноамериканци | 104 (1,0%)    | 99 (0,9%)     |
| Укупно            | 10.525        | 11.203        |